# 제12회 일본 중의원 의원 총선거
제12회 일본 중의원 의원 총선거는 1915년(다이쇼 4년) 3월 25일에 열린 일본의 중의원 의원선거이다. 다이쇼 시대 처음으로 이루어진 중의원 의원선거로서 소위 다이쇼 데모크라시의 효시가 된다.

## 선거 결과
| 정당             | 의석수 |
| ---------------- | ------ |
| 입헌동지회       | 153석  |
| 입헌정우회       | 108석  |
| 중정회           | 33석   |
| 입헌국민당       | 27석   |
| 오쿠마 백 후원회 | 12석   |
| 무소속           | 39석   |
| 합계             |        |